# Jerry Wallace
Jerry Wallace (Guildford (Missouri), 15 december 1928 - Corona, 5 mei 2008) was een Amerikaanse country- en popzanger. Tussen 1958 en 1964 scoorde Wallace negen hits in de Billboard Hot 100, waaronder de nummer 8-hit Primrose Lane, die later werd gebruikt als themalied voor de televisieserie The Smith Family. Hij maakte zijn debuut in de countrymuziek-hitlijsten in 1965, waar hij tussen die tijd en 1980 vijfendertig keer binnenkwam. In die tijd kwam Wallace vier keer in de Top 10 van het land in de hitparade. Zijn enige nummer 1-hit was If You Leave Me Tonight I'll Cry, een nummer dat aan populariteit won nadat het werd gebruikt in een aflevering van de tv-serie Night Gallery uit de jaren 1970.

## Carrière
Zijn eerste grote hit was How the Time Flies (1958), met een 8e plaats in de Billboard Hot 100. Dit succes kon hij met de een jaar later volgende single Primrose Lane overtreffen. Na dit succes concentreerde hij zich meer op de countrymuziek uit de toenmalige tijd. Zijn bijnaam werd Mr. Smooth, vanwege zijn zachte en rustige zang.
Tijdens de jaren 1960 publiceerde hij meerdere albums, die in de onderste regionen van de hitlijst terecht kwamen bij meerdere labels, waaronder Mercury Records en Liberty Records. Pas in 1972, na de wissel naar Decca Records, lukte hem met If You Leave Me Tonight I'll Cry een tophit in de countryhitlijst. De song werd uitgezonden tijdens de zeer populaire serie Night Gallery. Ook het daarbij behorende album bereikte de toppositie. Tijdens hetzelfde jaar werd Wallace bovendien genomineerd voor de Country Music Association-Award voor de beste mannelijke vocalist van het jaar. Zijn single To Get To You kreeg ook een nominatie.
Tijdens de jaren 1970 kon hij nog enkele successen behalen. Zijn laatste single in de hitlijst werd If I Could Set My Love To Music (1980). Daarna beëindigde hij zijn carrière en trad nog slechts sporadisch op.

## Overlijden
Jerry Wallace overleed op 79-jarige leeftijd in zijn huis in Californië. Hij was getrouwd met Reva Stone, met wie hij vier kinderen had. Hij had twee kleinkinderen.

## Discografie (Auswahl)

### Albums
- 1959: Just Jerry
- 1963: Shutters & Boards
- 1964: In the Misty Moonlight
- 1968: Sweet Child of Sunshine
- 1972: There She Goes
- 1973: Primrose Lane / Don't Give Up on Me
- 1974: For Wives and Lovers
- 1975: I Wonder Who's Baby (You Are Now)/Make Hay While the Sun Shines
- 1976: Jerry Wallace (1976)
- 1978: This One’s on the House

### Singles
- 1958: How the Time Flies
- 1959: Primrose Lane
- 1964: In the Misty Moonlight
- 1972: If You Leave Me Tonight I'll Cry
- 1972: To Get To You
- 1973: Do You Know What It's Like to Be Lonesome
- 1973: Don't Give Up on Me
- 1980: If I Could Set My Love To Music

- Biblioteca Nacional de España: XX4615139
- Gemeinsame Normdatei: 134549937
- International Standard Name Identifier: 0000 0001 1830 4158
- Library of Congress Control Number: n89666423
- MusicBrainz: 293beca8-bc04-48b2-a087-c9bc46412dba
- SNAC: w6bd9b9n
- Virtual International Authority File: 169356420
- WorldCat: E39PBJhtbkcHXxQqKj8FywmPQq